# Molang
Molang é um personagem fictício nascido em 2010 no blog pessoal de sua criadora Hye-ji Yoon. Ele é um coelho redondo, curioso e que tem a alegria de viver. E como estréia de um adesivo e emoticon, teve um grande sucesso diretamente com mais de 160.000 downloads na Coréia e 300.000 na China. Em 2013, é assumido pela produtora Millimages, HIT Entertainment e Disney Junior para ser interpretado em séries animadas em torno dos conceitos de felicidade e otimismo. A série foi transmitida pelo Canal+ Family e no Canal+ desde 2013, e no Piwi+ desde 2016, No Brasil, a série está no ar na Disney Junior Brasil desde 2016. 2 anos depois, a série estreou na TV Cultura desde 27 de agosto de 2018 e nós Estados Unidos, está sendo transmitida na Disney Junior e no Disney Channel desde fevereiro de 2016.

## Descrição

### Personagens
- Molang: Coelho branco que possui diversas vestimentas e comportamento positivo. Ele é o personagem principal.
- Piu Piu: Um filhote de passarinho amarelo, amigo inseparável de Molang.

Eles são acompanhados por vários outros coelhos e alguns outros animais.

### Idioma
Os dois amigos falam uma língua desconhecida, mas que todos entendem. Os diálogos consistem em palavras ouvidas inventadas, com entonações universais. Reconhecemos surpresas, elogios, agradecimentos, vivas... Às vezes, quando um dos personagens emite um desejo particular, uma bolha aparece acima dele com o objeto desejado desenhado dentro da bolha. Molang e Piu Piu também expressam suas emoções através de gestos precisos, posturas e expressões explícitas.

## História

### A história do desenho
A história do desenho conta sobre Molang, um coelhinho excêntrico e cheio de entusiasmo, e seu melhor amigo, Piu Piu, um pintinho tímido, buscam sentido nos detalhes da vida, aproveitando ao máximo tanto as grandes aventuras, quanto momentos triviais do cotidiano.

### Episódios
Lista de 104 episódios de 3 minutos 30 :
| Predefinição:Numéro avec majuscule | Titre                  |
| ---------------------------------- | ---------------------- |
| 1                                  | La fête                |
| 2                                  | La promenade à vélo    |
| 3                                  | La pêche               |
| 4                                  | La surprise            |
| 5                                  | Le chameau             |
| 6                                  | La noix de coco        |
| 7                                  | Le camping             |
| 8                                  | La neige               |
| 9                                  | Le poisson rouge       |
| 10                                 | La soirée TV           |
| 11                                 | Les naufragés          |
| 12                                 | Le Canapé              |
| 13                                 | Le camping-car         |
| 14                                 | La valise              |
| 15                                 | La brocante            |
| 16                                 | Le papillon            |
| 17                                 | Le sapin               |
| 18                                 | Halloween              |
| 19                                 | Le bandana             |
| 20                                 | La forêt               |
| 21                                 | Le manchot             |
| 22                                 | Le trouble sommeil     |
| 23                                 | L'automobile           |
| 24                                 | Les cowboys            |
| 25                                 | L'edelweiss            |
| 26                                 | Les archéologues       |
| 27                                 | Le hoquet              |
| 28                                 | Le trac                |
| 29                                 | Les bergers            |
| 30                                 | La partie de hockey    |
| 31                                 | L'automobile           |
| 32                                 | Promenade souterraine  |
| 33                                 | Le footballeur         |
| 34                                 | Le robot               |
| 35                                 | Le château             |
| 36                                 | Les explorateurs       |
| 37                                 | Les pompiers           |
| 38                                 | Le chiot               |
| 39                                 | Partie amicale         |
| 40                                 | Le phare               |
| 41                                 | Les clés               |
| 42                                 | Le relais château      |
| 43                                 | Le bébé phoque         |
| 44                                 | La cigogne             |
| 45                                 | Les embouteillages     |
| 46                                 | Les figurants          |
| 47                                 | La statue              |
| 48                                 | Les sauveteurs         |
| 49                                 | L'invité               |
| 50                                 | La pêche miraculeuse   |
| 51                                 | Le ski                 |
| 52                                 | Super stars            |
| 53                                 | Le side-car            |
| 54                                 | Le cadeau              |
| 55                                 | La varicelle           |
| 56                                 | Le concours            |
| 57                                 | DJ Molang              |
| 58                                 | L'aquarium             |
| 59                                 | Les jeux d'Écosse      |
| 60                                 | Ting Tong              |
| 61                                 | La luge                |
| 62                                 | Le piano               |
| 63                                 | Safari                 |
| 64                                 | La jungle              |
| 65                                 | Le rodéo               |
| 66                                 | Au cirque              |
| 67                                 | Cupcake                |
| 68                                 | Le food-truck          |
| 69                                 | La poisse              |
| 70                                 | Coup de vent           |
| 71                                 | La cordée              |
| 72                                 | Maison de vacances     |
| 73                                 | La fanfare             |
| 74                                 | Les étoiles filantes   |
| 75                                 | Le train fantôme       |
| 76                                 | Le golf                |
| 77                                 | Le vendeur             |
| 78                                 | Le boomerang           |
| 79                                 | À la ferme             |
| 80                                 | Kung-fu                |
| 81                                 | Jour de pluie          |
| 82                                 | Les acrobates          |
| 83                                 | Le pôt de confiture    |
| 84                                 | Le perroquet           |
| 85                                 | Les robinsons          |
| 86                                 | Le petit singe         |
| 87                                 | Le casting             |
| 88                                 | Le match de foot       |
| 89                                 | L'école de ski         |
| 90                                 | L'incroyable animal    |
| 91                                 | Le copain de la jungle |
| 92                                 | Le monstre sous le lit |
| 93                                 | Seul sur la banquise   |
| 94                                 | Le potager             |
| 95                                 | Une bouteille à la mer |
| 96                                 | L’œuf                  |
| 97                                 | La souris              |
| 98                                 | Le rallye              |
| 99                                 | Les supporters         |
| 100                                | Petit creux            |
| 101                                | Monsieur Muscles       |
| 102                                | La brioche             |
| 103                                | Le bouquetin           |
| 104                                | Flash Mob              |

## Exibição

### Países
- Reino Unido: a série está sendo transmitida no Cartoonito desde 12 de maio de 2016 e terminou em 22 de abril de 2018. 5 meses depois, a série foi movida para o Tiny Pop já que era o novo logotipo em 29 de setembro de 2018.

- França: a série está sendo transmitida no Canal + Family (agora Canal + Kids) e Piwi + desde 2 de novembro de 2015. A série também estreou na TF1 desde 4 de setembro de 2017.

- Estados Unidos: a série está sendo transmitida na Disney Junior e no Disney Channel desde fevereiro de 2016.

- Brasil: A série está no ar na Disney Junior Brasil desde 2016. 2 anos depois, a série estreou na TV Cultura desde 27 de agosto de 2018.

- Itália: a série está sendo transmitida na Disney Junior Itália desde 2016 até o encerramento em 1º de maio de 2020. Um ano depois, a série estreou na Rai YoYo desde 17 de dezembro de 2017.

- Ucrânia: a série está sendo transmitida em Niki Junior desde que começou em 15 de novembro de 2017.

- Canadá: a série está sendo transmitida no canal francês canadense Tele-Quebec desde 2016. Além disso, a série foi transmitida na Knowledge Kids de abril a julho de 2016, então voltou em 2020. Desde 23 de fevereiro de 2017, a série foi estreada na BBC Kids para o seu encerramento em 31 de dezembro de 2018. A série foi movida agora para a Treehouse TV desde 6 de julho de 2020.

- Austrália: A série será transmitida na Disney Junior Australia em 2016, com fechamento do canal em 30 de abril de 2020. a série foi transferida para o ABC em 2019.

- Indonésia: A série está sendo transmitida em RTV.

- Malásia: a série está sendo transmitida no Canal Monsta desde 21 de novembro de 2020.

- Oriente Médio e Norte da África: A série está sendo transmitida na Spacetoon.

- Alemanha: a série está sendo transmitida na KiKa desde 8 de outubro de 2019, com repetição em 31 de agosto de 2020 até 30 de novembro de 2020. Agora estará disponível apenas no site da KiKa. (Somente alemão)

- Espanha e Portugal: a série está a ser transmitida no Canal Panda Espanha desde 2016 e em Portugal desde 1 de junho de 2020.

- China: a série está sendo transmitida em CCTV desde 29 de janeiro de 2019.

### Outros
- A série transmitida no Canal Kartoon! em toda a América. A primeira temporada está disponível desde 1º de julho de 2019 na Netflix. Disponível em todos os países.